# وانگ بیت نا
وانگ بیت نا (کره‌ای: 왕빛나؛ زادهٔ ۱۵ آوریل ۱۹۸۱) بازیگر اهل کره جنوبی است. او به دلیل بازی در مجموعه‌های تلویزیونی هوانگ جینی، زنی که هنوز قصد ازدواج دارد و سرزمین آهن شناخته می‌شود.

## فیلم‌شناسی

### فیلم
- ویولونسل (۲۰۰۵)
- رزمندگان رمانتیک (۲۰۰۳)
- ۲۴۲۴ (۲۰۰۳)

### مجموعه تلویزیونی
- هوانگ جینی (۲۰۰۶)
- زنی که هنوز قصد ازدواج دارد (۲۰۱۰)
- بیمارستان در اواخر شب (۲۰۱۱)
- سرزمین آهن (۲۰۱۰)
- آیا می‌توان عشق را تبدیل به پول کرد؟ (۲۰۱۲)
- پسران راسکال (۲۰۱۲)
- اتاق زنان (۲۰۱۳)
- هشدار زشت (۲۰۱۳)
- بانوی مجرد حیله‌گر (۲۰۱۴)
- پنج تا بچه بسه (۲۰۱۴)
- غریبه شیرین و من (۲۰۱۶)
- باد، ابر و باران (۲۰۱۶)
- او هرگز نخواهد فهمید (۲۰۲۱)
- طلوع ماه در رودخانه (۲۰۲۱)
- گوکدو: فصل خدا (۲۰۲۳)

## جوایز و نامزدی‌ها
بهترین بازیگر زن برای سریال اتاق زنان در سال ۲۰۱۳ در شبکه SBS